# Canyon de la Tara
Pour les articles homonymes, voir Tara.

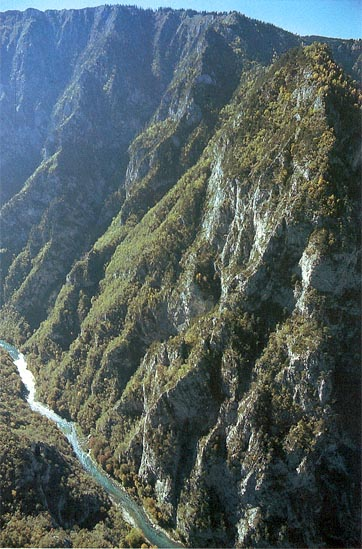
La rivière Tara au fond du canyon du même nom.

Le canyon de la Tara (en monténégrin : Кањон ријеке Таре ; en bosnien : Kanjon rijeke Tare) est formé des gorges taillées par la rivière Tara au Monténégro. Souvent profond de plus d'un millier de mètres (jusqu'à 1 300 m), il s'agit du canyon le plus profond d'Europe. La Tara, longue d'environ 80 km, traverse le parc national de Durmitor.